# Cora Urquhart Brown-Potter
Mary Cora Urquhart Brown-Potter, née à la Nouvelle-Orléans le 15 mai 1857 et morte à Beaulieu-sur-Mer, en France, le 12 février 1936, fut l'une des premières femmes de la société américaine à devenir comédienne.
Mary Cora Urquhart est l'aînée de trois filles et d'un fils nés de David et Augusta (née Slocomb) Urquhart. Son père est commerçant et sa mère, fille d'un quincaillier.
En 1877, elle épouse à la Nouvelle-Orléans le financier James Brown Potter, fils de Howard Cranston Potter. Une fille, prénommée Anne, naît de cette union en 1879.
Le couple visite l'Angleterre en 1886 et rencontre le prince de Galles, qui les invite à passer le week-end avec lui. James retourne aux États-Unis après la visite, sans Cora qui choisit de rester en Angleterre dans l'espoir de faire carrière sur scène. Elle fait ses débuts en 1887 au Theatre Royal de Brighton, dans la pièce Civil War. De retour dans son pays, elle s'engage dans un partenariat fructueux avec l'acteur Harold Kyrle Bellew et joue dans la production new-yorkaise de Civil War, au Fifth Avenue Theatre. Tous deux travaillent ensemble au cours des années suivantes, effectuant des tournées dans de nombreux pays : Australie, Nouvelle-Zélande, Afrique du Sud, Inde, Extrême-Orient.
En 1889, elle joue le rôle de Cléopâtre et provoque un véritable engouement pour le style égyptien.
Elle divorce de James  Brown Potter en 1900 mais continue d'utiliser son nom de femme mariée comme nom de scène. En 1905, elle produit et interprète la première pièce de théâtre de sa sœur Georgie Raoul-Duval.
Sa dernière apparition sur la scène londonienne date de 1912 mais on la voit encore sur scène à Guernesey, en 1919. En parallèle à sa carrière, elle s'investit dans des œuvres de charité et contribue notamment au recueil de fonds pendant la Seconde Guerre des Boers.
Toute sa vie, sa personnalité atypique, son respect jugé douteux des convenances et son goût pour la liberté suscitent des réactions passionnées et contradictoires. Outre le prince de Galles, qui devient Édouard VII, elle compte parmi ses amis Oscar Wilde, autre personnalité sulfureuse, et James McNeill Whistler.
Elle meurt le 12 février 1936, âgée de 78 ans, dans sa villa de Beaulieu-sur-Mer.